# Drwęca
A Drwęca folyó Lengyelország északi részén található. A Visztula folyó egyik mellékfolyója. A folyó hossza 207 kilométer, mely 5344 négyzetkilométernyi terület felszíni vizeit gyűjti össze. Egyik bal oldali mellékfolyója a Grabiczek.

## Települések a folyó mentén
- Nowe Miasto Lubawskie
- Brodnica
- Golub-Dobrzyń
- Toruń

## Fordítás
Ez a szócikk részben vagy egészben  a   Drwęca című angol Wikipédia-szócikk ezen változatának fordításán alapul.  Az eredeti cikk szerkesztőit annak laptörténete sorolja fel. Ez a jelzés csupán a megfogalmazás eredetét és a szerzői jogokat jelzi, nem szolgál a cikkben szereplő információk forrásmegjelöléseként.